# Chance Perdomo
Chance Perdomo (Los Ángeles, 20 de octubre de 1996 - Upstate New York, 30 de marzo de 2024) fue un actor britanicoestadounidense. Fue conocido por sus papeles en la película de BBC Three Killed by My Debt (2018) y como Ambrose Spellman en la serie de Netflix Chilling Adventures of Sabrina (2018-2020).

## Biografía y carrera

### Primeros años
Perdomo nació en Los Ángeles, California y se mudó a Southampton en el condado de Hampshire, Inglaterra con su madre cuando era niño. Tenía ciudadanía británica y estadounidense. Asistió a la Redbridge Community School en Southampton antes de ir al Peter Symonds College en Winchester, donde fue elegido presidente del sindicato de estudiantes de sexto curso. Tenía la intención de estudiar Derecho después de graduarse, pero decidió dedicarse a la actuación y se mudó, con el dinero que ganó trabajando en una zapatería y en un cine, a Londres, donde se unió al National Youth Theatre y se formó en Identity School of Acting.

### Incursión actoral
En febrero de 2018, se anunció que Perdomo fue elegido para el papel regular de Ambrose Spellman en la serie de Netflix Chilling Adventures of Sabrina. Los informes revelaron que Perdomo audicionó previamente para el papel de Jughead Jones en Riverdale, pero el papel le fue dado a Cole Sprouse. Perdomo, sin embargo, impresionó tanto con su audición a Roberto Aguirre-Sacasa, el creador de la serie, que Aguirre-Sacasa escribió el papel de Ambrose de Sabrina pensando en el actor.

## Fallecimiento
Perdomo falleció en un accidente de motocicleta a los 27 años. Autoridades locales confirmaron que Perdomo fue el único individuo involucrado en el accidente. Se cree que el accidente ocurrió entre el final del día 29 de marzo y las primeras horas del 30 de marzo de 2024 mientras se encontraba viajando a través de Upstate New York camino a Toronto (Canadá) para empezar a filmar la temporada 2 de Gen V.

## Filmografía

### Cine
| Año  | Título                 | Papel         | Notas                                          |
| ---- | ---------------------- | ------------- | ---------------------------------------------- |
| 2016 | Longfield Drive        | Rodell        | Cortometraje                                   |
| 2017 | The Importance of Skin | Ryan          | Cortometraje                                   |
| 2021 | After: almas perdidas  | Landon Gibson |                                                |
| 2022 | After: amor infinito   | Landon Gibson |                                                |
| 2023 | After Everything       | Landon Gibson |                                                |
| TBA  | Bad Man                |               | Posproducción Estreno póstumo [cita requerida] |

### Televisión
| Año       | Título                                        | Papel            | Notas                                  |
| --------- | --------------------------------------------- | ---------------- | -------------------------------------- |
| 2017      | Hetty Feather                                 | Henry Goodall    | Recurrente                             |
| 2018      | Shakespeare & Hathaway: Private Investigators | Hamish Kingly    | Episodio: "The Chameleon's Dish"       |
| 2018      | Killed by My Debt                             | Jerome Rogers    | Película de televisión                 |
| 2018      | Midsomer Murders                              | Leo Scott        | Episodio: "Death of the Small Coppers" |
| 2018–2020 | Chilling Adventures of Sabrina                | Ambrose Spellman | Coprotagonista                         |
| 2022      | Moominvalley                                  | Snork            | Temporada 3                            |
| 2023      | Gen V                                         | Andre Anderson   | Coprotagonista                         |

### Radio
| Año  | Título     | Papel | Notas        |
| ---- | ---------- | ----- | ------------ |
| 2020 | The Cipher | Benny | Protagonista |